# Saginae
Saginae es una subfamilia de insectos ortópteros de la familia Tettigoniidae. Se encuentra en África y Oriente Próximo.

## Géneros
Según Orthoptera Species File (19 de febrero de 2021):
- Clonia Stål, 1855
- Cloniella Kaltenbach, 1971
- Emptera Saussure, 1888
- Peringueyella Saussure, 1888
- Saga Charpentier, 1825